# Torpedo nobiliana
Cá đuối Đại Tây Dương hoặc cá đuối điện tối màu (Torpedo nobiliana) là một loài cá đuối trong họ Torpedinidae. Loài cá này được tìm thấy ở Đại Tây Dương, từ Nova Scotia tới Brazil ở phía tây và từ Scotland đến Tây Phi và ngoài khơi miền nam châu Phi ở phía đông, có mặt ở độ sâu lên đến 800 m (2.600 ft). Cá non thường sống ở môi trường sống nông, cát hoặc bùn, trong khi cá trưởng thành thích sống ở vùng nước mở sâu hơn. Với chiều dài lên đến 1,8 m (6 ft) và nặng 90 kg (200 lb), cá đuối điện Đại Tây Dương là cá đuối điện lớn nhất được biết đến. Cũng giống như các thành viên khác của chi của nó, nó có một đĩa vây ngực gần như tròn với viền gần như thẳng, và đuôi mạnh mẽ với một vây đuôi lớn hình tam giác. Đặc điểm khác biệt bao gồm màu đen đồng nhất,